# نهائي كأس إسبانيا 1949
نهائي كأس إسبانيا 1949 هي المباراة السابعة والأربعون لكأس الملك. لعبت المباراة النهائية على ملعب تشامارتن في مدريد ، في 29 مايو 1949 ، وفاز نادي فالنسيا على أتلتيك بيلباو 1-0.